# Буджіашвілі Костянтин Дмитрович
Костянтин Дмитрович Буджіашвілі (1904, тепер Грузія — 1980, тепер Грузія) — грузинський радянський державний діяч, 1-й секретар Тбіліського обласного комітету КП(б) Грузії. Член ЦК КП(б) Грузії. Член Бюро ЦК КП Грузії з 1952 по 14 квітня 1953 року. Депутат Верховної ради Грузинської РСР.

## Життєпис
Член ВКП(б) з 1925 року.
На 1941 рік — керуючий будівельного тресту «Саккархмшені» Грузинської РСР.
У вересні 1951 — 1952 року — заступник міністра м'ясної та молочної промисловості Грузинської РСР з будівництва.
27 квітня 1952 — травень 1953 року — 1-й секретар Тбіліського обласного комітету КП(б) Грузії.
У 1953—1957 роках — заступник голови виконавчого комітету Тбіліської міської ради депутатів трудящих.
Потім — на пенсії.

## Родина
Брат Буджіашвілі Василь Дмитрович — секретар ЦК КП(б) Грузії.

## Нагороди
- орден «Знак Пошани» (24.02.1941)
- медалі